# Jan Krzysztoporski
Jan Krzysztoporski herbu Nowina (ur. 1518, zm. 12 grudnia 1585 w Bogdanowie) – kasztelan sieradzki w latach 1581-1585, kasztelan wieluński w latach 1565-1581, pisarz sieradzki w latach 1559-1565, dworzanin królewski, sekretarz królewski, polski mecenas, bibliofil, dyplomata.
W latach 1537–1539 studiował w Wittenberdze, następnie w 1540 w Padwie. W roku 1551 był królewskim sekretarzem. Przypuszcza się, że mógł być autorem Pieśni o prośbę człowieka krześcijańskiego, której jednak autorstwo przypisuje się Andrzejowi Trzecieskiemu. W Woli Krzysztoporskiej zebrał dużą bibliotekę, niewielka część jej zbiorów znajduje się w Bibliotece Uniwersyteckiej w Warszawie. Był wyznawcą kalwinizmu, w swoim majątku Bogdanowie ufundował zbór tego wyznania, który istniał do połowy XVII wieku. Andrzej Frycz Modrzewski dedykował mu swoje dzieło O grzechu pierworodnym.
Poseł na sejm parczewski 1564 roku z województwa sieradzkiego. Był sygnatariuszem aktu unii lubelskiej 1569 roku. Podpisał konfederację warszawską 1573 roku. W 1573 roku potwierdził elekcję Henryka Walezego na króla Polski.  
Jego synem był poeta Mikołaj, urodzony w 1547. Drugi syn Piotr, również zajmował się literaturą.